# Беркат-Юртовское сельское поселение
Беркат-Юртовское се́льское поселе́ние — муниципальное образование в Грозненском районе Чечни Российской Федерации.
Административный центр — село Беркат-Юрт.

## История
Статус и границы сельского поселения установлены Законом Чеченской Республики от 20 февраля 2009 года № 12-РЗ «Об образовании муниципального образования Грозненский район и муниципальных образований, входящих в его состав, установлении их границ и наделении их соответствующим статусом муниципального района и сельского поселения».

## Население
| 2010  | 2012  | 2013  | 2014  | 2015  | 2016  | 2017  |
| ----- | ----- | ----- | ----- | ----- | ----- | ----- |
| 3109  | ↗3231 | ↗3275 | ↗3347 | ↗3447 | ↗3550 | ↗3678 |
| 2018  | 2019  | 2020  | 2021  | 2023  | 2024  |       |
| ↗3766 | ↗3868 | ↗3978 | ↗4725 | ↗4872 | ↗4973 |       |

## Состав сельского поселения
| № | Населённый пункт | Тип населённого пункта       | Население |
| - | ---------------- | ---------------------------- | --------- |
| 1 | Беркат-Юрт       | село, административный центр | ↗4973     |